# Alan Jay Lerner
Alan Jay Lerner (ur. 31 sierpnia 1918 w Nowym Jorku, zm. 14 czerwca 1986 tamże) – amerykański scenarzysta, librecista, autor muzyki i piosenek do musicali teatralnych i filmowych.
Laureat trzech Oscarów: za scenariusz do filmu Amerykanin w Paryżu (1951) oraz za scenariusz adaptowany i piosenkę do filmu Gigi (1958). Oba filmy wyreżyserował Vincente Minnelli. Lerner był również twórcą muzyki do filmu Mały Książę (1974) Stanleya Donena, za którą otrzymał Złoty Glob.